# Leptolalax maculosus
Leptolalax maculosus é uma espécie de anfíbio anuro da família Megophryidae. Está presente no Vietnã. A UICN classificou-a como pouco preocupante.